# One Theater Square
One Theatre Square es un edificio de uso mixto (residencial y comercial) en la ciudad de Newark, en Nueva Jersey (Estados Unidos). Está ubicado frente al Parque Militar y el New Jersey Performing Arts Center, que inspiró su nombre. Completado en 2018, incluye el primer edificio de apartamentos de gran altura recién construido en la ciudad en más de cincuenta años. Fue diseñado por BLT Architects.

## Concepto y desarrollo
NJPAC se concibió originalmente para tener un componente inmobiliario adicional, incluidos dos edificios en el sitio de One Theatre Square. El proyecto fue propuesto en 2005 por el expresidente y director ejecutivo de NJPAC, Lawrence P. Goldman. NJPAC y Dranoff Properties de Filadelfia firmaron una carta de intención para el desarrollo de un proyecto comercial y residencial de lujo de uso mixto en 2008. En ese momento, se planeó inicialmente como un edificio de 28 pisos con 2787 m² de espacio comercial, 640 espacios de estacionamiento y 250 apartamentos de alquiler. Para 2010, la idea se convirtió en un proyecto de 190 millones de dólares con una torre de 44 pisos, 328 unidades residenciales de alquiler, una piscina y un spa. Sin embargo, debido a una recesión económica y las consiguientes dificultades financieras, el plan se cambió nuevamente. Esa propuesta habría construido el edificio más alto de la ciudad.
Eventualmente, el plan para el sitio de 4856 m² solicitó 22 pisos con 245 unidades residenciales, 24 de las cuales serán unidades de vivienda asequible comercializadas como residencias de artistas; 1114 m² de usos comerciales y culturales a nivel de la calle y estacionamiento estructurado para 285 autos para atender las necesidades compartidas de la comunidad residencial, así como las del público del NJPAC y la demanda comercial diurna. El costo estimado de 116 millones de dólares se compensó con 38 millones de créditos fiscales de Tránsito Urbano de la Autoridad de Desarrollo Económico de Nueva Jersey y créditos fiscales federales para la inclusión de viviendas asequibles para artistas. El proyecto se había retrasado durante mucho tiempo y podría perder créditos fiscales para 2017 si no se iniciaba la inversión en la construcción. La construcción comenzó en noviembre de 2016. y el proyecto se completó a fines de 2018.

## Vivir en el centro
El proyecto fue concebido como parte de un esfuerzo continuo para aumentar la población residente en el corazón del centro de Newark. Está cerca del restaurado Eleven 80 en Raymond Boulevard, el Union Building, la antigua tienda insignia de Hahne and Company, el edificio de la New Jersey Bell Headquarters Building y el American Insurance Company Building, así como el recién construido 50 Rector Park. A partir de 2019, el Griffith Building, propuesto durante mucho tiempo para su remodelación, permanece vacante.
El servicio de tren ligero de Newark se inauguró el 17 de julio de 2006 en la estación NJPAC/Center Street, conectando el sitio con la estación Broad Street y la Estación Pensilvania de Newark.